# 마이크 켈린

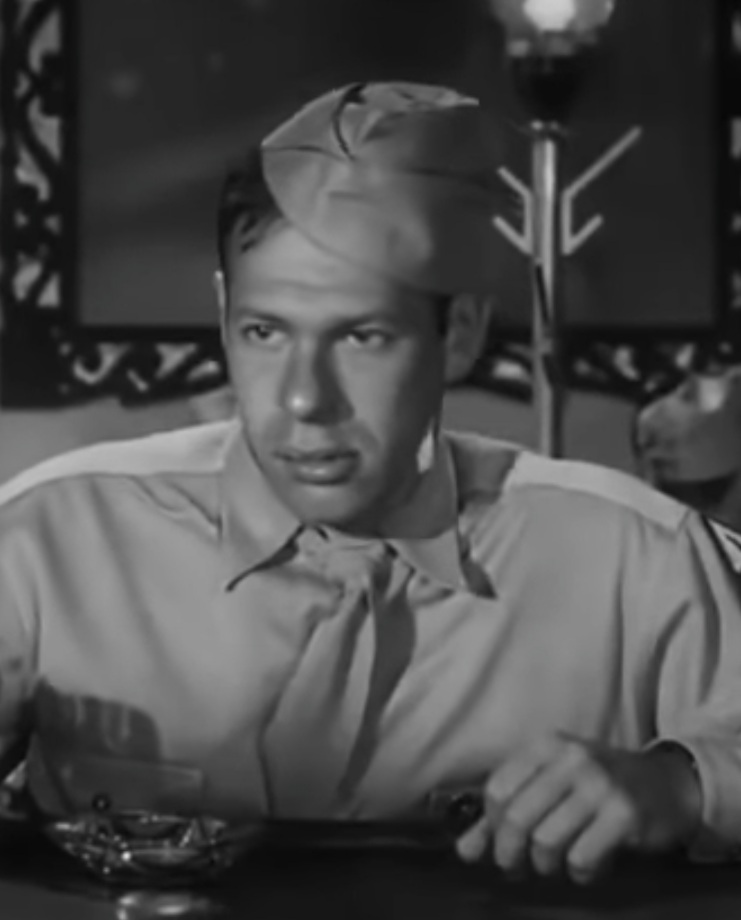

마이크 켈린(Mike Kellin, 1922년 4월 26일 ~ 1983년 8월 26일)은 미국의 장교, 배우이다.
하트퍼드에서 태어났다.

## 영화
- 에코스 (1983년)
- 슬리퍼웨이 캠프 (1983년)
- 청바지 소동 (1981, So Fine)
- 재즈 싱어 (1980년)
- 걸프렌즈 (1978년)
- 미드나잇 익스프레스 (1978년) - 미스터 헤이즈 역
- 신이 내게 말하길 (1976년)
- 넥스트 스톱 그린위치 빌리지 (1976년)
- 형사 콤비 후리비와 빈 (1974년)
- 풀스 퍼레이드 (1971년)
- 보스톤 교살자 (1968년)
- 배닝 (1967년)
- 최후의 총잡이 (1964년)
- 지옥의 영웅들 (1962년)
- 더 마운틴 로드 (1960년)
- 추격 (1959년)
- 원더풀 컨츄리 (1959년)
- 론리하트 (1958년) - 프랭크 골드스미스 역
- 서부의 파라딘 (1957년)
- 앳 워 위드 더 아미 (1950년)
- 서스펜스 (1949년)